# Winnetou (film din 1963)
Winnetou sau Winnetou - aurul Apașilor este un film western regizat de Harald Reinl după un scenariu de Harald G. Petersson[*]. A fost produs în Franța de studiourile Rialto Film și Jadran Film și a avut premiera la 1963, fiind distribuit de Constantin Film și Columbia Pictures. Coloana sonoră este compusă de Martin Böttcher[*]. Cheltuielile de producție s-au ridicat la . Filmul a avut încasări de 10 milioane € numai în Germania.

## Distribuție
Rolurile principale au fost interpretate de actorii:

Lex Barker
Pierre Brice
Mario Adorf
Marie Versini
Ralf Wolter[*]
Walt Barnes[*]
Milivoj Popović Mavid[*]
Antun Nalis[*]
Dunja Rajter[*]
Chris Howland[*]
Demeter Bitenc[*]
Ilija Ivezić[*]
Karl Dall[*]
Curt Ackermann[*]
Branko Špoljar[*]
Gojko Mitić
Arnold Marquis[*]
Eddi Arent[*]  .